# Луговцы (Смоленская область)
Луговцы — деревня в Смоленском районе Смоленской области России. Входит в состав Михновского сельского поселения. Население — 4 жителя (2007 год).
Расположена в западной части области в 13 км к юго-западу от Смоленска, в 3 км южнее автодороги А141 Орёл — Витебск. В 4 км севернее деревни расположена железнодорожная станция Гнёздово на линии Смоленск — Витебск.

## История
В годы Великой Отечественной войны деревня была оккупирована гитлеровскими войсками в июле 1941 года, освобождена в сентябре 1943 года.